# Cavalleria rusticana (opera)
Cavalleria rusticana (slovensko tudi Siciljanska kmečka čast) je prva, a najbolj slavna opera Pietra Mascagnija. Libreto sta po noveli Verge napisala G. Targioni - Tozzati in G. Menasci. Krstna predstava je bila 17. maja 1890 v Rimu. Prva slovenska uprizoritev opere je bila 8. februarja 1893 v izvedbi Dramatičnega društva.
Ker avtorju noben intendant opernih hiš ni sprejel nobenega dela, je sodeloval na natečaju za opere enodejanke italijanske glasbene založbe Sonzogno. Cavaleria rusticana je zmagala in postala takoj po prvi izvedbi ena od največjih uspehov glasbene zgodovine. 
Operna gledališča jo večinoma uprizarjajo skupaj z opero Glumači.

## Osebe
- Santuzza, mlada kmetica - sopran
- Turiddu, mlad kmet - tenor
- Lucia, njegova mati - mezzosopran
- Alfio, voznik - bariton
- Lola, njegova soproga - mezzosopran
- vaščani in vaščanke.

## Vsebina
Godi se na Siciliji v veliki noči leta 1880.
Cerkveni zvonovi vabijo in vaščani veselo pozdravljajo velikonočno jutro. Povsod diha pomlad. Vaščani gredo mimo cerkve in odhajajo na polje. Santuzza se bliža in vsa razrvana sprašuje mater Lucio po odsotnem Turridu. Zasliši se Alfijeva razigrana pesem. Alfio pove mimogrede, da je davi videl v bližini svoje hiše Turrida, kar le še bolj podneti Santuzzino ljubosumnost. Ko odide po opravkih, zadoni iz cerkve pobožna hvalna pesem »Regina coeli«. Ljudstvo se zbira, pokleka na vhodnem stopnišču in prepeva, prav tako se pridružita spevu z iskreno gorečnostjo tudi Santuzza in mati Lucia. Ljudstvo gre v cerkev, le Santuzza in Lucia ostaneta pred krčmo, kjer se Santuzza materi izpove in potoži zaradi Turridove nezvestobe. Prepadena mati odide v cerkev. Turridu prihaja domov od Lole. Santuzza ga roti, naj ne uničuje njene ljubezni. Turridu se pretvarja in jezno, razburjeno odbija vse njene nujne prošnje. Pride Lola, Turridu je omamljen od njene ljubezni, zato hoče za njo v cerkev, Santuzza pa ga ustavi in zavrne Lolino nečisto življenje. Lola vzvišena odide v cerkev.
Santuzza poskuša še enkrat omehčati Turrida, kleče in v solzah ga roti, naj je ne zapušča, toda vse je zaman. Turridu, ves očaran in zamaknjen od Loline lepote, podivja, pahne Santuzzo na tla in odhiti za Lolo v cerkev. Santuzza mu, divja kot ranjena zver, prekolne praznik in zagrozi s krvavo veliko nedeljo. Ko se vrača Alfio proti domu, ga Santuzza ustavi in mu izda nezvestobo njegove žene Lole in Turrida. Alfio prebledi in takoj snuje maščevanje. V strahu Santuzza začuti, da je sprožila plaz, ki vodi neogibno v smrt in pogubo. Alfio oddivja domov, Santuzza vsa iz sebe zbeži.
Intermezzo.
Cerkveni obred je končan. Vaščani se urno poslavljajo in odpravljajo proti svojim domovom. Turridu, ves iz sebe od zaljubljenosti in slepe strasti, povabi vse na čašo vina ter zapoje vsem na zdravje ognjevito napitnico, nazdravi posebej tudi Loli, njeni ljubezni, ljudstvo razigrano zapoje z njim in zvrne čaše do dna. Po veselem sklepu vstopi v nastalo tišino Alfio. Ko ga povabi Turridu, da z njim popije čašo, ga Alfio žaljivo odbije. Pričujočih se poloti strah. Vsi predobro vedo, kaj po siciljanskem običaju pomeni, da je Turridu objel in ugriznil Alfia v uho. Dvoboj na nož, boj na življenje in smrt. Lola in drugi se plaho razidejo. Alfio bo počakal Turrida za vrtovi. Zmedeni Turridu se polagoma zave svoje nepremišljenosti. Na pol nebogljeno zakliče po materi, prosi jo za blagoslov, mati se čudi, Turridu spozna v bližini smrti, kam ga je zagnala strast, prosi mater, da pazi na Santuzzo, če se on ne bi vrnil in zbeži. Mati, osupla, ne razume, gleda, strmi za njim, tedaj pa se zasliši hrup. Žene prihitijo preplašeno, s polja se zasliši krik: »Ubili so Turrida!« Santuzza pade na kolena, mati omedli, vsi navzoči odrevenijo.

## Zanimivost
Cavaleria rusticana se pojavi tudi v zadnjem delu filmske trilogije Francisa Forda Coppole, Boter. Sin mafijskega botra Michaela Corleoneja namreč igra glavno vlogo v tej operi. 